# Kaburagia rhusicola
Kaburagia rhusicola är en insektsart. Kaburagia rhusicola ingår i släktet Kaburagia och familjen långrörsbladlöss. Inga underarter finns listade i Catalogue of Life.